# 스티브 트레이시
스티브 트레이시(Steve Tracy, 1952년 10월 3일 ~ 1986년 11월 27일)는 미국의 텔레비전 배우, 영화배우이다.
캔턴에서 태어났으며 탬파에서 사망하였다.

## 영화
- 세이 예스 (1986년)
- 별난 학교 동창회 (1982년)
- 울트라 빅센 (1979년)
- 형사 Q (1976년)
- 초원의 집 - TV 시리즈 (1974년)